# Хлорат бария
Хлора́т ба́рия — бариевая соль хлорноватой кислоты, имеющая химическую формулу Ba(ClO3)2.

## Физические и химические свойства
Соединение представляет белый моноклинный кристаллический порошок
 хорошо растворимый в воде.
В обычном состоянии существует в виде моногидрата Ba(ClO3)2•H2O.
При температуре свыше 120 °C теряет кристаллизационную воду, а при сильном нагревании разлагается:
Ba(ClO3)2 = BaCl2 + 3O2↑
Хлорат бария — сильный окислитель. При трении, ударе и нагревании в смеси с горючими веществами взрывоопасен. Ядовит.

## Получение

### Электролитический метод
Хлорат бария получают электролитическим окислением раствора хлорида бария при нагревании:
BaCl2 + 2H2O = Ba(OH)2 + H2↑ + Cl2↑
6Ba(OH)2 + 6Cl2 = 5BaCl2 + Ba(ClO3)2 + 6H2O
Недостаток метода заключается в необходимости дальнейшего отделения хлората бария от примесей хлорида.

### Обменный метод[3]
На первой стадии получают аммониевую соль винной кислоты (тартрат аммония):
HOOC-CH(OH)-CH(OH)-COOH + NH4OH = HOOC-CH(OH)-CH(OH)-COONH4 + H2O
Далее приливают при охлаждении раствор хлората калия и отделяют выпавший осадок тартрата калия:
HOOC-CH(OH)-CH(OH)-COONH4 + KClO3 = HOOC-CH(OH)-CH(OH)-COOK↓ + NH4ClO3
Образовавшийся хлорат аммония добавляют к карбонату бария и кипятят до окончания выделения аммиака:
2NH4ClO3 + BaCO3 = Ba(ClO3)2 + 2NH3↑ + CO2↑ + H2O

## Применение
Используется как энергичный окислитель, источник зеленого цвета и донор хлора в пиротехнических составах. Имеются данные о возможности использования хлората бария в сельском хозяйстве как гербицида.